# Garmt Kroeze
Garmt (Kornelis Garmt) Kroeze (Groningen, 5 augustus 1937 - Usquert, 8 november 2017) was een van de oprichters van Provo.

## Loopbaan
Garmt Kroeze werd in 1937 in een Gronings boerengezin geboren en groeide nabij Warffum op. Zijn homoseksualiteit werd niet door zijn ouders geaccepteerd waardoor de relatie met hen moeizaam was en bleef. Na zijn studie aan de kweekschool werd hij onderwijzer maar hij had moeite met  het schoolsysteem, in het bijzonder de in zijn ogen te grote bureaucratie en te grote klassen. Zijn socialistische idealen brachten hem ertoe te gaan werken in een fabriek. Hij trok naar Noord-Holland om het destijds conservatieve Groningse platteland achter zich te laten. Hij werkte onder meer in Wormerveer en later in een Heinekenfabriek in Amsterdam.

## Provo
Hij richtte samen met onder meer Rob Stolk en Roel van Duijn Provo op in het Amsterdamse café  Luba.  Ook de Groninger Robert Mulder, actief bij Ban de Bom-acties in die tijd, was betrokken bij Provo. Rob Stolk woonde destijds in Zaandam en was nauw betrokken bij  Barst, een Zaans anarchistisch tijdschrift. Kroeze schreef ook in dit  blad. Vooral het rebelse, antiautoritaire, antimilitaristische, speelse karakter en de verbeeldingskracht van Provo spraken hem aan. Voor zijn vertrek naar Noord-Holland had hij contact met de Vrije Socialisten, de anarchistische organisatie die de jaarlijkse Pinksterlanddagen organiseert. 
Hij deed in Amsterdam mee aan verscheidene zogenaamde happenings van Provo, zoals het leggen van  bloemen met kunstenaar en "anti-rookmagiër" Robert Jasper Grootveld bij Het Lieverdje.
Na enige tijd keerde hij terug naar het Groningse Hogeland en woonde in Usquert in een eenvoudige woning. Hij had weinig contact met anderen.

## Persoonlijk
Kroeze wordt door bekenden beschreven als een eigenzinnige, expressieve, creatieve maar soms sombere man. Mede door zijn homoseksualiteit was hij een buitenstaander, binnen het gezin waar hij opgroeide maar ook daarbuiten. Tot een langdurige relatie kwam het nooit. Kroeze overleed na een kort ziekbed in Usquert.